# Florentin Crihălmeanu

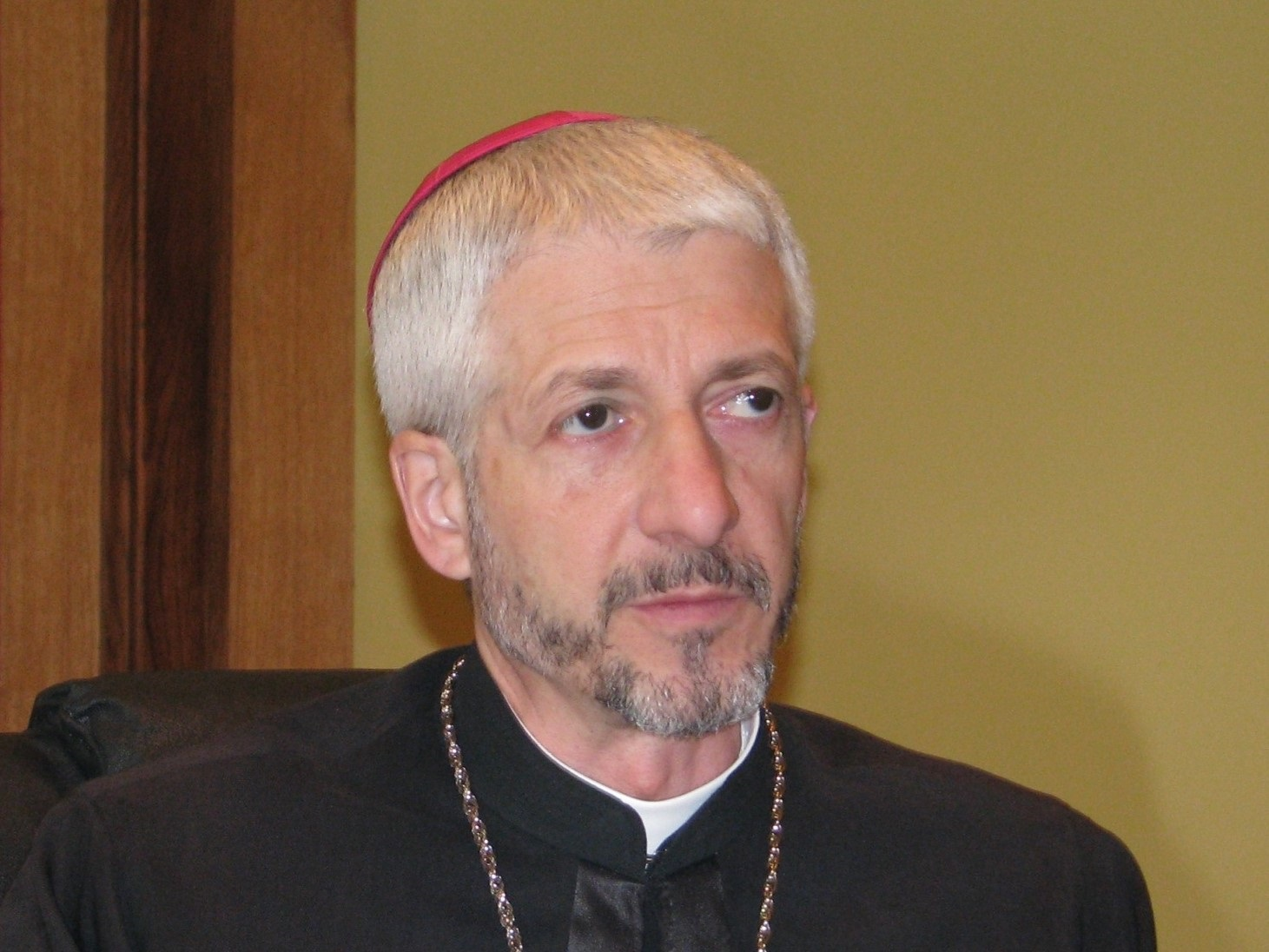
Florentin Crihălmeanu, 2010

Florentin Crihălmeanu (* 17. September 1959 in Iași; † 12. Januar 2021 in Cluj-Napoca) war ein rumänischer griechisch-katholischer Geistlicher und Bischof von Cluj-Gherla.

## Leben
Florentin Crihălmeanu war zunächst Ingenieur und arbeitete unter dem sozialistischen Regime auch in diesem Beruf. Er empfing am 9. September 1990 durch Erzbischof Gheorghe Guțiu die Priesterweihe, nachdem er seit 1986 im Untergrund Theologie studiert hatte und ab 1990 die Abendkurse des griechisch-katholischen theologischen Seminars in Cluj-Napoca besucht hatte. Von 1990 bis 1994 erhielt er ein Stipendium am Päpstlichen Pio Romeno-Kolleg und studierte Theologie an der Päpstlichen Universität Urbaniana von Rom. 2005 verteidigte er seine Dissertation an der Theologischen Fakultät der Urbaniana.
Von 1994 bis 1996 lehrte er am Theologischen Instituts des heiligen Johannes des Evangelisten. 1994 wurde er zum Generalvikar ernannt. Zwischen 1994 und 1995 sowie ab 2004 lehrte er biblische Theologie und Pastoraltheologie an der Fakultät für griechisch-katholische Theologie der Babeș-Bolyai-Universität Cluj.
Papst Johannes Paul II. ernannte ihn am 6. November 1996 zum Weihbischof der Eparchie Cluj-Gherla und Titularbischof von Silli. Der Papst persönlich spendete ihm am 6. Januar des nächsten Jahres im Petersdom die Bischofsweihe; Mitkonsekratoren waren Giovanni Battista Re, Substitut des Staatssekretariates, und Miroslav Stefan Marusyn, Sekretär der Kongregation für die orientalischen Kirchen. Am 18. Juli 2002 wurde er zum Bischof von Cluj-Gherla ernannt.
Florentin Crihălmeanu starb am 12. Januar 2021 an akutem Herz-Lungen-Versagen im Kloster der Kongregation der Schwestern der Muttergottes in Cluj-Napoca; er befand sich auf Grund einer SARS-CoV-2-Infektion seit dem 2. Januar 2021 in Quarantäne.